# Dokdo
Dokdo (kor. 독도, 獨島, Dokdo/Tokto, „samotne wyspy”; jap. 竹島, Takeshima, „wyspy bambusowe”; ang. Liancourt Rocks) – grupa wysp na Morzu Japońskim składająca się z ok. 90 wysepek i raf (w tym 37 zaklasyfikowanych jako stały ląd), z których największe wyspy to Seodo (pow. 8,864 ha) i Dongdo (7,33 ha). Wszystkie wysepki i rafy zajmują łączną powierzchnię 18,745 ha – a najwyższy ich wierzchołek wznosi się na 169 m n.p.m. Wyspy administracyjnie należą do południowokoreańskiej prowincji Gyeongsang Północny i znajdują się 87 km od wybrzeży Półwyspu Koreańskiego. Wyspy mają tylko 1 stałą mieszkankę, lecz dzięki stałemu połączeniu promowemu odwiedza je około 2000 turystów rocznie.
Koreańskie źródła, w tym mapy, pokazują, że wysypy były znane Koreańczykom wcześniej niż Japończykom i znajdowały się pod koreańską kontrolą. Jednocześnie japońskie źródła nie wskazują na znajomość wysp przez Japończyków przed XVII w., a późniejsze wskazują na świadomość ich koreańskiej przynależności. W okresie Meiji rząd japoński nie zmienił początkowo stosunku do Dokdo, nie protestował także, gdy w 1900 r. Korea ogłosiła włączenie wysp do powiatu Ulleung. 22 lutego 1905 r. Japonia zaanektowała jednak archipelag, uznając go za ziemie niczyje, a gubernator prefektura Shimane ogłosił wprowadzenie nazwy Takeshima dla archipelagu. W czasie wojny z Rosją Japonia dostrzegła strategiczne znaczenie wysp i zaczęła budować na nich infrastrukturę wojskową.
Po II wojnie światowej amerykańskie władze okupacyjne Japonii wyłączyły Dokdo spod władzy japońskiej i stały się one częścią terytorium Korei. Również po wybuchu wojny koreańskiej w 1950 r., gen. MacArthur objął wyspę jako część Korei osłoną sił USA. W 1951 r. szkice traktatu z San Francisco pominęły Dokdo na liście wysp wyłączonych spod władzy Japonii. Wśród sygnatariuszy tego traktatu nie było jednak władz Korei. 18 stycznia 1952 r., pomiędzy podpisaniem i wejściem w życie tego traktatu, koreański prezydent Rhee Syng-man ogłosił wyspę terenem koreańskim i nakazał przeganiać japońskich rybaków. Japonia uznaje koreańską obecność na wyspach za okupację i naruszenie prawa międzynarodowego. Wyspy zostały zajęte przez Koreę Południową w 1952 roku. Korea utrzymuje obecnie na wyspie stały posterunek policji.